# Jervina
La jervina è un alcaloide steroideo con formula C27H39NO3, presente in piante del genere Veratrum. Analogamente alla ciclopamina, pure contenuta in piante del genere Veratrum, la jervina è un teratogeno che causa difetti ai feti dei vertebrati; in particolare causa ciclopia e oloprosencefalia. L'attività biologica della jervina si esplica legandosi alla proteina transmembrana smoothened (SMO); l'inibizione di questa proteina blocca il normale funzionamento della via di segnalazione Hedgehog.

## Storia
La jervina fu isolata per la prima volta nel 1837 da Eduard Simon (1789-1856) dalle radici del Veratrum album. La struttura del composto fu stabilita nel 1953.

## Tossicità / Indicazioni di sicurezza
La jervina è un composto tossico per ingestione. Ha effetti teratogeni. Non risultano dati su eventuali effetti cancerogeni.